# Via Quinctia
La Via Quinctia (anche nota come Via Quinzia) era una strada romana, che da Fiesole e Firenze andava in direzione ovest fino a collegare l'importante città portuale di Pisa. Ad Est collegava Firenze con Ravenna. Attualmente il suo percorso è stato ripreso dalla Strada statale 67 Tosco-Romagnola
In epoca medievale, il tracciato fu in parte ripercorso dalla Via Pisana.

## Storia
La strada fu costruita dal console romano Tito Quinzio Flaminino a partire dal 123 a.C. per collegare la principale colonia romana in Etruria settentrionale (Florentia) con lo sbocco a mare costituito da Pisa e il suo porto (Portus Pisanus).
Il tracciato della Via Quinctia è riportato anche nella Tabula Peutingeriana.

## Descrizione
La Tabula Peutingeriana riporta un percorso che unisce Florentia Tuscorum a Pisa passando per Arnum Flumen, In Portu e Valvata. Sulla base della Tabula Peutingeriana, la distanza tra Firenze e Pisa è stata stimata in 52 miglia. Tale distanza rimane comunque una ipotesi poiché proprio sull'antico stradario romano non sono riportate le miglia che dividono Arnum Flumen da Florentia Tuscorum. Infatti le uniche distanze indicate e quindi certe sono solo quelle tra Pisis e Arnum Flumen pari a 45 miglia romane (circa 66 km attuali).
Tra le varie ipotesi una teoria propone la possibilità che la Via Quinctia non corresse sempre lungo la sponda sinistra dell'Arno. Si può proporre che la strada a Signa attraversasse l'Arno per salire e aggirare il poggio di Artimino, quindi scendere e riportarsi sulla sponda sinistra a Capraia, dove sono stati rinvenuti i possibili resti sommersi di un ponte presumibilmente romano; è necessario comunque mantenere un ragionevole dubbio vista la mancanza di analisi scientificamente più approfondite riguardo alle strutture dell'attraversamento individuate.
Un'altra ipotesi, anch'essa attendibile per la sua ragionevolezza e per la corrispondenza delle distanze, proporrebbe che la Via Quinctia da Florentia giungesse all'odierno paese di Lastra a Signa per poi salire per il crinale collinare dove oggi sorge il borgo fortificato medievale di Malmantile e che da lì proseguisse fino a giungere a Montelupo Fiorentino. La via consolare romana oggi sarebbe la via Vecchia Pisana. Raggiunto Montelupo avrebbe voltato verso ponente attraversando il torrente Pesa, ricalcando il percorso del viale della Villa Medicea dell'Ambrogiana, per poi dirigersi e raggiungere Empoli (In Portu). Questa soluzione viene anche favorita dalla possibilità suggerita dalle fonti del '700 e dell'800 che lasciano dubbi sulla presenza, in età moderna, di due cippi miliari della via consolare; il primo presente in località Pietrafitta a Empoli e un secondo visto e descritto nel cimitero di San Michele a Luciana, piccolo agglomerato di poche case tra Malmantile e Montelupo Fiorentino. In attesa di ulteriori indagini e scoperte la cautela rimane comunque d'obbligo.
Si deve inoltre segnalare la presenza, in antico, anche di un ponte monumentale che nei pressi del borgo fortificato di Pontorme attraversava il torrente Orme. La struttura, fornita di arco trionfale, è oggi scomparsa ma la si può vedere rappresentata ancora riconoscibile, anche se in rovina, in vari documenti antichi; a tal proposito si può ricordare l'antico stemma del Comune di Pontorme, l'affresco raffigurante il castello di Empoli durante l‘assedio degli spagnoli di Carlo V avvenuto nell'anno 1530 (opera eseguito da Jan Van der Straet latinizzato Stradanus, italianizzato Giovanni Stradano nella sala di Clemente VII in Palazzo Vecchio), e mappe dei Capitani di Parte Guelfa (1580-95) e a fonte battesimale in marmo conservata nella chiesa di San Michele Arcangelo sempre a Pontorme.
Il sito di In Portu, indicato sulla Tabula a 27 miglia da Firenze, dovrebbe corrispondere a Empoli e non a San Miniato Basso, come ipotizzato da Mosca.
Il sito di Valvata, chiamato Balbatum dall'Anonimo ravennate, potrebbe corrispondere alla località identificata da Via Barbata a Montopoli in Val d'Arno.

## Reperti e vestigia
Della Via Quinctia sono stati rinvenuti:
- un miliare, privo dell'indicazione della distanza, che riporta il seguente testo[1]:

- i resti immersi di un ponte sul fiume Arno presso Capraia[1].